# Восточное Ся
Восточное Ся (чжур. Дон Нюжен/Восточная Золотого Цвета) — чжурчжэньское государство, возникшее в Маньчжурии в XIII веке, во время монгольского вторжения и падения империи Анчун (Цзинь). Располагалось на территории современного Северо-Восточного Китая, КНДР и юга Приморского края.

## История
Чингисхан в 1210 году напал на Золотую империю, которая имела самоназвание Анчун Гурун, по-китайски называлась Цзинь, началась Монгольско-цзиньская война.
В 1213 году он захватил столицу империи Анчун, однако сын правителя был заранее отослан в запасную столицу, точное название которой неизвестно, местонахождение — Краснояровское городище Приморского края.
Военным правителем государства стал Пусянь Ваньну. Сложилась ситуация, при которой в Анчун Гурун (то есть в империи Цзинь), которая платит дань Монгольской империи, в основной столице (после свержения Ваньянь Юнцзи) правили Ваньянь Сюнь и Ваньянь Шоусюй, а в запасной столице от имени сына Ваньянь Юнзци правил Пусянь Ваньну.
Государство Дон Нюжен имело дипломатические отношения с Корё, и в 1219 заключило оборонительный союз против монголов с последним правителем Корё Коджоном, носившим титул «император» (天王), что позволило Корё успешно отбить два монгольских вторжения, а последствия третьего минимизировать.
Дон Нюжен некоторое время сохраняло свою самостоятельность, до Четвёртого вторжения монголов в Корею в 1246.
В 1233 году перед Третьим Вторжением в Корё в 1235 году поход против Дон Нюжен возглавлял наследник Гуюк, однако он был неудачен. Хотя в 1234 году Цзиньская империя была лишена статуса данника и аннексирована, а её династия упразднена, Дон Нюжен отбило атаку Гуюка, и хотя после этого оно формально согласилось выплачивать дань, она, по всей видимости, не выплачивалась, так как уже в 1238 году монголы угрожают войной «восточным мятежникам», под которыми подразумеваются, по всей видимости, Корё и Дон Нюжен.

### Падение
Падение Восточной Ся произошло в 1251 году. Согласно «Сокровенному сказанию монголов» (киотский список), Ширемун (внук Угэдэя) подстрекал «восточных мятежников» на совместные действия против Мунке. Хан Бату прислал на всемонгольский курултай темника Берке с туменом в поддержку Мунке. Новоизбранный хан Мунке послал Берке усмирить мятежников.
Монголы не признавали Восточное Ся как отдельное государство, полагая его частью государства Цзинь, которую они покорили, и поэтому в «Сокровенном сказании монголов» оно прямо не называется. Но два тумена, которыми командовал Берке, не могли использоваться ни против кого ещё в этом регионе.

## Географическое положение
Государство размещалось преимущественно на юге современного Приморья, захватывая территории современного северо-восточного Китая, КНДР. Границы Восточной Ся проходили по рекам Муданьцзян, Сунгари, по реке Амур до её устья. На юго-западе Восточная Ся граничила с Корё.